# Divisió de Kosi
La divisió de Kosi és una entitat administrativa de l'estat de Bihar, a l'Índia, amb capital a Saharsa, creada el 12 d'octubre de 1972 segregada de la divisió de Tirhut. El 2005 estava integrada per tres districtes:
- Districte de Saharsa
- Districte de Madhepura
- Districte de Supaul